# Короед северный
Корое́д се́верный, или крифал северный (лат. Trypophloeus bispinulus) — вид жуков из рода Trypophloeus подсемейства короеды (Scolytinae).

## Описание
Блестящий смоляно-чёрный жук с коротким сильно пунктированным телом длиной 1,5—2 мм. На скате надкрылий у самца имеется небольшой двойной зубец. Ноги смоляно-бурые. Лоб слегка выпуклый, сильно пунктирован. Задние углы переднеспинки закруглены, бока сильно закруглены, а к голове сильно сужены. Надкрылья немного шире переднеспинки и в два раза длиннее её. Впереди имеют параллельные боковые края, а в последней трети суживающиеся и равномерно закругляющиеся па вершине. Надкрылья покрыты густой пунктировкой, с длинными густо сидящими чешуйками. У самца с каждой стороны от шва находится по два близко расположенных друг возле друга зубчика, которые слегка изогнуты и направлены назад. У самки таких зубчиков нет.

## Ареал
Вид встречается в Ленинградской, Архангельская, Брянской областях, Финляндии, Норвегии, Швеции, Латвии.

## Экология
Питается на осине